# Sant'Ireneo a Centocelle (titre cardinalice)
Le titre cardinalice de Sant'Ireneo a Centocelle (Saint Irénée à Centocelle) est érigé par le pape François le 14 février 2015. Il est attaché à l'église Saint-Irénée à Centocelle située dans le quartier Prenestino-Centocelle, à l'est de Rome.

## Titulaires
| - Charles Maung Bo depuis 2015 |